# Ptilothrix
Ptilothrix is een geslacht van vliesvleugelige insecten uit de familie bijen en hommels (Apidae)

## Soorten
- P. albidohirta Brèthes, 1910
- P. bombiformis (Cresson, 1878)
- P. concolor Roig-Alsina, 2007
- P. corrientium Strand, 1910
- P. chacoensis Brèthes, 1910
- P. fructifera (Holmberg, 1903)
- P. fuliginosa (Friese, 1910)
- P. heterochroa Cockerell, 1919
- P. lynchii Brèthes, 1910
- P. nemoralis Roig-Alsina, 2007
- P. nigerrima (Friese, 1906)
- P. plumata Smith, 1853
- P. relata (Holmberg, 1903)
- P. scalaris (Holmberg, 1903)
- P. sumichrasti (Cresson, 1878)
- P. tricolor (Friese, 1906)
- P. vulpihirta (Cockerell, 1912)